# コパ・デ・ラ・コロナシオン
コパ・デ・ラ・コロナシオン (西：Copa de la Coronación)は、1902年5月13日から5月16日の間に開催された、スペインのサッカー大会である。正式な大会名は「フットボール・アソシエーションのマドリード競技会 (Concurso Madrid de Foot-ball Association)」で、アルフォンソ13世が成人・即位したことを祝うための親善サッカー大会であった。スペイン全国規模としては最初の大会であり、一定の成功を収めたため、翌年以降も年1回の頻度で全国サッカー大会を行うことが主催者によって決められた。その大会というのが、コパ・デル・レイのことである。
マドリードでの競技会は1902年5月13日から16日にかけて行われ、クルブ・ビスカヤが優勝した。彼らはビルバオの2つのクラブチーム、アトレティック・クルブとビルバオ・フットボール・クルブの選手達の混成チームであった。翌年ビルバオFCはアトレティックが吸収したとされているため、ビルバオFCも混成チームも1903年までしか記述は残っていない。よって優勝杯はアトレティック・クルブ博物館に現在も保存されている。スペインサッカー連盟は、この大会をコパ・デル・レイの正史に含めていないが、しかしアトレティック側はこれが自分たちの最初のタイトルだとしている。

## 大会設立の経緯
1902年当時はまだスペインサッカー連盟は存在しておらず、当然スペイン全国規模のサッカー大会も無かった。同じクラブ内での社交的な試合、または近くにあるチームとの試合などがほぼ全てであり、地域レベルの大会を開催する程度が限界で、国の規模で行うのは単なる幻想であった。
ただしサッカーの人気自体は非常に高まり、競技者は増加していた。その中に(ソシエダ) マドリード・フット＝ボール・クルブの創設者の一人である、フアン・パドロス氏がいた。彼はクラブ上層部と話し合い、スペインに現存する大部分のクラブを集めた選手権の開催、これをボルボン朝のアルフォンソ13世がスペイン1876年憲法に則って国王に即位する日を祝う、イベント群の一環として行うことを提案した。
この憲法においては、王位継承権者は出生してから成年(16歳)になるまでの間、絶対に玉座に座る事は許されない。そして1902年5月17日とは、まさにアルフォンソ13世がその16歳の誕生日を迎える日であったので、それに合わせて開催できるよう計画された。
マドリードFCは1902年3月6日に創設された。マドリード出身の会長の兄弟であり、またサッカーの普及にもよく尽くしていたカルロス・パドロス氏が大会開催に関して、その準備・運営・告知の職務を担った。大会名は当初、クラブの所在地そのままに「マドリードのフットボール競技会」と仮に呼称されたが、それはスペインで最良のクラブを招き、我こそは他と違うと証明する機会だと伝えるものであった。
このマドリード人たちの発想は、先立つ1901年12月にバルセロナの総合スポーツクラブ、イスパニア・アトレティック・クルブ会長であるアルフォンソ・マカヤ氏の提唱で創設された「カタルーニャ選手権 (Campeonato de Cataluña de Foot-ball)」、通称「コパ・マカヤ」の規模を越えることを目指したものであり、また競技会というよりは社交パーティーの性質でマドリード市内で行われた他のイベントを凌駕していた。いったん競技会開催の告知がなされると、スペイン全土からすぐに多くのチームが出場手続きをした。
運営組織兼出場チームとしてマドリードFC、ニュー・フット＝ボール・クルブがマドリードから出場。ビルバオからは、ビスカヤ・アトレティック・クルブとビルバオ・フット＝ボール・クルブが参加したが、最終的にこの2クラブは一時的に合体して「ビスカヤ」を名乗った。
カタルーニャからは前述のコパ・マカヤ参加実績のある5クラブが招待されたが、最終的に州を代表して参加したのはフット＝ボール・クルブ・バルセロナとクルブ・エスパニョール・デ・フット＝ボールの2つであった。他の3クラブでは、クルブ・ウニベルシタリ・ダ・バルセロナが学生だけで構成されており、試験期間中である事を理由に断った。イスパニア・アトレティック・クルブとカタラー・フット＝ボール・クルブは遠征費用が無い事を訴えた。
以上、5チームが公式に大会に参加することとなった。

パドロス兄弟はアルベルト・アギレラ市長を通じてマドリードの自治体から支援を手に入れた。アギレラ市長は、イタリア人職人マラビーニが作った銀のカップを大会勝者が受け取る賞として送ってくれた。また同時に農業省とスペイン幼馬育成促進協会は、ラ・カステリャーナ競馬場のポロのフィールドを競技会場として貸してくれた。

大会は1902年5月13日から16日にかけて行われる事が決まった。全て1試合制の勝ち抜き形式で、全試合がマドリードのラ・カステリャーナ競馬場で行われる。試合が引分けに終わった場合は15分の延長戦を行い勝者を決める。

## 原則
「マドリードFCによるサッカー競技会運営の基本原則」
1. この競技会はスペインの全てのサッカー協会とそれに加盟する団体が参加可能であり、1903年5月1日までにマドリードのアルカラ通り48番地の「マドリードFC」の会長の指示に従って出場登録されたし。
2. 出場登録にあたり、団体は控え選手の数を無制限にチーム名簿を提出されたし。
3. 賞は獲得した団体の合法的所持品にされたし。
4. 大会形式は勝ち抜き戦で、この方法で最後に勝ち残った者が大会勝者となる。
5. 引分けが発生した場合、レフェリーは15分間の延長戦を行うことができる。
6. 両軍のキャプテンに合意に反する事が無ければ、いつでも試合を始められる。
7. レフェリーの指名は両軍キャプテンの議論と合意によって行われる。もし合意に達しないなら、責任者がこれを行う。レフェリーは彼自身と両軍キャプテンの署名の下に、責任者への説明義務を負い、抗議は事後48時間は過ぎた場合は受け入れられない。
8. あらゆる見解相違・抗議等の性質を持つものは、解決の権利を持つ責任者に署名で連絡されたし。
カルロス・パドロス、マドリード、1902年。

## 試合結果

### 準々決勝
チーム数が奇数では左右対称のトーナメントにならないので、これを偶数にするために抽選で選ばれた2チームが戦い1チームを振るい落とすことになった。なお先制点を決めたのはエスパニョールだが、その後5点を決められ大敗した。ビスカヤには英国人が数人いたが、エスパニョールは当時外国人選手を規制していたので、全員スペイン人選手であった。
| 1902年5月13日 午前9:00 (UTC+1) 準々決勝 |

| クルブ・ビスカヤ                                          | 5 - 1    | クルブ・エスパニョール・デ・フット＝ボール |
| ウォルター・エヴァンス · L・ダイアー · ホセ・アストルキア | レポート | アンジャル・プーンス・イ・ジュニャン       |

| ラ・カスティリャーナ競馬場, マドリード 観客数: 2,500人 主審: サミュエル・モリス (FCバルセロナの選手) |

### 準決勝
準々決勝と昼休みの後、FCバルセロナとマドリードFCが対戦した。これがエル・クラシコの最初の試合とされる。
| 1902年5月13日 13:00 (UTC+1) 準決勝第1試合 |

| フット＝ボール・クルブ・バルセロナ               | 3 - 1    | マドリード・フット＝ボール・クルブ |
| ウド・シュタインベルク · ヘンリー・モリス (pen.) | レポート | アーサー・ジョンソン               |

| ラ・カスティリャーナ競馬場, マドリード 観客数: 2,500人 主審: ルイス・アラーナ (ビスカヤの選手) |

その翌日、準決勝第1試合でビスカヤとニューFCが対戦した。ビスカヤは8-1で圧勝した。

| 1902年5月14日 13:00 (UTC+1) 準決勝 |

| クルブ・ビスカヤ                                                               | 8 - 1    | ニュー・フット＝ボール・クルブ |
| ウォルター・エヴァンス · アルマン・カゾー · L・ダイアー · フアン・アストルキア | レポート | モントホ                       |

| ラ・カスティリャーナ競馬場, マドリード 観客数: 2,500人 主審: ジェームス・モリス (ビスカヤの選手) |

### コパ・デ・ラ・グラン・ペーニャ・デ・コンソラシオン (3位決定戦)

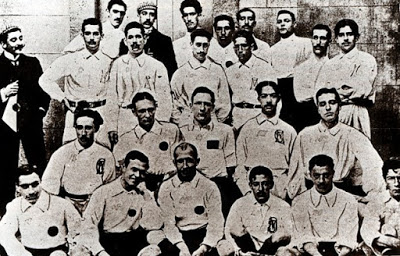
マドリードFCとエスパニョールの選手達。コンソラシオンの試合にて。

決勝戦の翌日の5月16日に実質的な3位決定戦が行われた。コンソラシオン (慰め)という彼らが敗退した事実を認める単語に加え、コパ・グラン・ペーニャ (大社交団杯)とタイトルが付与された試合であった。当初はニュー・フット＝ボール・クルブと決勝戦で負けたFCバルセロナも参加を要請されたが、恐らく敗退で精神的に落ち込んでいたのか、両者とも参加を断った。FCバルセロナは早く帰りたいこと、予定外の日程に合意していないこと等を述べたとされる。結果、マドリードFCとクルブ・エスパニョールFCだけが試合をした。
この試合で競技会は全日程を終えた。なお、競馬場のポロ用ピッチを借りるのがもう無理だったのか、試合は闘牛場で行われたとのことである。
| 1902年5月16日 不明 コパ・デ・ラ・グラン・ペーニャ・デ・コンソラシオン |

| マドリードFC                              | 3 - 2    | クルブ・エスパニョール・デ・フット＝ボール |
| 得点者不明 15分 · 得点者不明 · 得点者不明 | レポート | 得点者不明 · 得点者不明                    |

| エスプラナーダ・デ・ラ・プラサ・デ・トロス, マドリード 観客数: 不明 主審: 不明 |

| クルブ・エスパニョール・デ・フット＝ボール |  |                                      |            |
| GK                                         |  | フリアン・モラ                       |            |
| DF                                         |  | ホセ・マリア・ソレール               |            |
| DF                                         |  | ホアキン・カリル                     | キャプテン |
| MF                                         |  | ギジェルモ・ガリアルド               |            |
| MF                                         |  | イグナシオ・アラシル                 |            |
| MF                                         |  | アルトゥーロ・ガリアルド             |            |
| FW                                         |  | アンジャル・プーンス・イ・ジュニャン |            |
| FW                                         |  | ライムンド・ルイス                   |            |
| FW                                         |  | エンリケ・モンテイス                 |            |
| FW                                         |  | G・ペーニャ                          |            |
| FW                                         |  | サンティアゴ・メンデス               |            |
| 監督                                       |  |                                      |            |
|                                            |  |                                      |            |

## 決勝
決勝戦は1902年5月15日にラ・カスティリャーナ競馬場で行われた。観衆は約1,000人ほど増加している。当初キックオフは午前中の予定だったが、ビスカヤは自分達が3日連続で試合をするのに、FCバルセロナは5月14日に休んだと不平等を主張したので午後に変更された。大会のプロモーターを務めたマドリードFCのカルロス・パドロス氏自らこの決勝戦をレフェリーとして裁いた。
このタイトルをかけた決勝に臨むにあたり、両チームはこの時点における最高のメンバーを出場させた。その戦力の中には、スペインにおいて加速度的に普及しているこの新しいスポーツにおいて、より経験豊富な外国人選手たちがいた。またFCバルセロナはビスカヤが二つのクラブチームの連合チームであり、ビルバオで最高の選手達を集めているので、対抗して自分達もバルセロナで最高の選手達で戦うため、イスパニア・アトレティック・クルブ所属の3人の選手をレンタルしたとされる。
| 1902年4月8日 不明 第3試合 |

| クルブ・ビスカヤ                                | 2 - 1    | フット＝ボール・クルブ・バルセロナ |
| ホセ・アストルキア 10分 · アルマン・カゾー 20分 | レポート | ジョン・パースンズ 75分            |

| ラ・カスティリャーナ競馬場, マドリード 観客数: 3,500人 主審: カルロス・パドロス・ルビオ |

| フット＝ボール・クルブ・バルセロナ |  |                          |            |
| GK                                 |  | サミュエル・モリス       |            |
| DF                                 |  | リュイス・プエイス       |            |
| DF                                 |  | ゲオルゲ・マイアー       |            |
| MF                                 |  | ジェームス・モリス       |            |
| MF                                 |  | アーサー・ウィッティー   |            |
| MF                                 |  | ミゲル・バルデス         |            |
| FW                                 |  | ジョン・パースンズ       |            |
| FW                                 |  | ウド・シュタインベルク   |            |
| FW                                 |  | ハンス・ガンパー         | キャプテン |
| FW                                 |  | ヘンリー・モリス         |            |
| FW                                 |  | アルフォンソ・アルベニス |            |
| 監督                               |  |                          |            |
|                                    |  |                          |            |

| コパ・デ・ラ・コロナシオン1902 優勝 |
| ----------------------------------- |
| クルブ・ビスカヤ 優勝               |